# Тнахывнытваям
Тнахывнытваям — река на северо-востоке полуострова Камчатка.
Длина реки — 28 км. Протекает по территории Олюторского района Камчатского края. Исток расположен в сопках Пылгинского хребта полуострова Говена. Впадает в залив Корфа.
Название вероятно с корякского Тыӈӄавнываям — «тёплая река».
Воды реки являются местом нереста лососёвых.

## Данные водного реестра
По данным государственного водного реестра России относится к Анадыро-Колымскому бассейновому округу.
Код объекта в государственном водном реестре — 19060000212120000006295.